# Tylene Buck
Tylene Buck (Sacramento, California; 7 de marzo de 1972) es una actriz pornográfica, modelo, camgirl y luchadora y posteriormente mánager de lucha libre profesional estadounidense. Es sobre todo conocida por su periodo en la World Championship Wrestling bajo el nombre de Major Gunns.